# Bijenhanger
De Bijenhanger (Grieks: κόσμημα των μελισσών) is een gouden sieraad uit de Minoïsche cultuur, gevonden in 1930 in een graf bij Malia op Kreta. Het sieraad, dat dateert uit de periode 1800-1700 v. Chr., wordt beschouwd als een iconisch voorbeeld van Minoïsche edelsmeedkunst. Het maakt deel uit van de collectie van het Archeologisch Museum van Iraklion.

## Beschrijving
De hanger werd opgegraven door de Franse archeologen Fernand Chapouthier en Pierre Demargne in de necropool van Chrysolakkos bij het paleis van Malia. Het sieraad toont twee bijen, symmetrisch geplaatst en met hun hoofden naar elkaar toe gericht. Hun vleugels spreiden zich naar achteren uit. Aan de uiteinden van de vleugels en de achterlijven hangen drie schijfjes. De insecten lijken een centrale, ronde schijf vast te houden, met daarboven een kleinere, gladde bol. Boven de hoofden van de bijen hangt een gouden bal in een kooitje.
Honing speelde een belangrijke rol in de Minoïsche samenleving, zowel als voedselbron als in religieuze rituelen. Het was de belangrijkste suikerbron van de Minoërs. Tabletten uit Knossos vermelden offers van honing aan de godin Eleuthia en de kernos (offertafel) in het paleis van Malia werd gebruikt voor offers van landbouwproducten, waaronder honing. Ook in grafgiften kwamen voorwerpen voor met de vorm van een bijenkorf. De Bijenhanger kan gezien worden als een voorstelling van de productie van honing, waarbij de grote cirkel in het midden een korf voorstelt.
In de Minoïsche religie speelde vernieuwing een belangrijke rol. Insecten, en met name bijen, met hun bijzondere levenscyclus met metamorfoses waren een belangrijk symbool voor het cyclische karakter van het leven. Bijen werden mogelijk ook geassocieerd met een godin die een rol speelde in de wedergeboorte.
Het is niet zeker dat er werkelijk bijen zijn afgebeeld op het sieraad. Sommige onderzoekers denken dat een andere soort uit de orde van de vliesvleugeligen model heeft gestaan, bijvoorbeeld de reuzendolkwesp (megascolia maculata), waarvan de vorm meer overeenkomt met die van de dieren op de hanger. Anderen wijzen erop dat figuren in de Minoïsche kunst vaak vervormd werden weergegeven.